# لقمان‌چشمه
لقمان چشمه، روستایی از توابع بخش مرکزی شهرستان بوانات در استان فارس ایران است.

## جمعیت
این روستا در دهستان سیمکان قرار دارد و براساس سرشماری عمومی نفوس و مسکن ایران سرشماری مرکز آمار ایران در سال ۱۳۹۵ جمعیت آن ۷۲ نفر بوده است.